# Tallknölbäcken
Tallknölbäcken är ett naturreservat i Torsby kommun i Värmlands län.
Området är naturskyddat sedan 2013 och är 33 hektar stort. Reservatet omfattar nedre delen av Vålhallberget ner mot mindre våtmark. Tallknölbäcken rinner genom reservatet. Reservatet består av grandominerad naturskog med inslag av lövträd. 